# Jess i chłopaki
Jess i chłopaki (ang. New Girl) – amerykański serial telewizyjny stacji Fox, nadawany od 20 września 2011 roku. W Polsce nadawany jest od 13 sierpnia 2012.
14 maja 2017 roku stacja FOX ogłosiła zamówienie 7 sezonu, który będzie finałowym.

## Opis fabuły
Jessica „Jess” Day (Zooey Deschanel) po tym, jak zrywa z chłopakiem postanawia na nowo ułożyć sobie życie. Na Craigslist znajduje ogłoszenie 3 chłopaków poszukujących współlokatora. W efekcie czego zamieszkuje razem z Nickiem (Jake Johnson), Schmidtem (Max Greenfield) i Coachem (Damon Wayans Jr.). Wkrótce Coach wyprowadza się, a na jego miejsce wprowadza się Winston – dawny lokator Schmidta i Nicka.

## Obsada i bohaterowie

### Główni
- Zooey Deschanel jako Jessica „Jess” Day: słodka, pełna życia oraz nieco ekscentryczna nauczycielka z Portland w stanie Oregon. Gdy odkryła, że jej chłopak, Spencer ją zdradza zaczęła szukać nowego domu. Przez krótki czas mieszkała ze swoją najlepszą przyjaciółką Cece i jej koleżankami modelkami następnie przeprowadziła się do trzech facetów – Nicka, Schmidta oraz Coacha, którego w drugim odcinku sezonu zastępuje Winston. Nick, Schmidt i Winston pomagają Jess przejść przez trudne zerwanie ze Spencerem. Po kilku kolejnych związkach, wciąż szuka odpowiedniego dla siebie partnera.
- Jake Johnson jako Nick Miller: wiecznie leniwy i zrzędliwy młody człowiek pochodzący z Chicago. Po rozstaniu ze swoją dziewczyną Caroline rzucił szkołę prawniczą i zaczął pracę jako barman. Próbując zapomnieć o Caroline, Nick rozpoczyna romans z prawniczką o imieniu Julia. Ta jednak rzuca go za nadmierne analizowanie kaktusa, który podarowała mu w prezencie. Po kolejnym rozczarowaniu, Nick próbuje odnowić swój związek z Caroline i rozważa zamieszkanie z nią. Ostatecznie uznał, że nie może rozstać się ze swoimi współlokatorami, a zwłaszcza z Jess.
- Max Greenfield jako Schmidt: bardzo pewny siebie współczesny Casanova pochodzący z Long Island. Poznał Nicka i Winstona na uczelni, kiedy to miał problemy z otyłością. Od tego czasu ciężko pracował, aby stać się atrakcyjnym. Schmidt pracuje w firmie marketingowej, która jest zdominowana przez kobiety. Pomimo wielu przelotnych romansów, był w poważnym związku z modelką oraz najlepszą przyjaciółką Jess, Cece.
- Lamorne Morris jako Winston Bishop: ambitny oraz uwielbiający współzawodnictwo były koszykarz z Chciago, który grał na Łotwie po tym jak nie dostał się do NBA. Po utracie posady w lidze łotewskiej ponownie zamieszkał ze swoim przyjacielem z dzieciństwa, Nickiem. Po przeprowadzce do stanów próbuje odnaleźć się w jego nowym życiu. Starał się odnowić swój związek ze swoją byłą dziewczyną Shelby, którą źle traktował w przeszłości.
- Hannah Simone jako Cecilia „Cece” Parekh: bystra i nieco cyniczna modelka, najlepsza przyjaciółka Jess, wobec której jest bardzo opiekuńcza. Po kilku kiepskich związkach z nieodpowiednimi mężczyznami zainteresowała się współlokatorem Jess, Schmidtem.
- Damon Wayans Jr. jako Coach

### Poboczni
- Nasim Pedrad jako Aly Nelson
- Nelson Franklin jako Robby
- Megan Fox jako Reagan
- Dermot Mulroney jako Russell Shiller
- Merritt Wever jako Elizabeth
- Justin Long jako Paul Genzlinger
- Jamie Lee Curtis jako Joan Day
- Lizzy Caplan jako Julia
- Rachael Harris jako Tanya

## Odcinki
| Sezon | Sezon | Odcinki | Oryginalna emisja | Oryginalna emisja | Oryginalna emisja | Oryginalna emisja    | Oryginalna emisja |
| Sezon | Sezon | Odcinki | Premiera sezonu   | Finał sezonu      | Premiera sezonu   | Finał sezonu         |                   |
| ----- | ----- | ------- | ----------------- | ----------------- | ----------------- | -------------------- | ----------------- |
|       | 1     | 24      | 20 września 2011  | 8 maja 2012       | 13 sierpnia 2012  | 29 października 2012 |                   |
|       | 2     | 25      | 25 września 2012  | 14 maja 2013      | 20 sierpnia 2013  | 24 września 2013     |                   |
|       | 3     | 23      | 17 września 2013  | 6 maja 2014       | 3 lipca 2014      | 11 września 2014     |                   |
|       | 4     | 23      | 16 września 2014  | 5 maja 2015       | 2 marca 2015      | 14 maja 2015         |                   |
|       | 5     | 23      | 5 stycznia 2016   | 10 maja 2016      | 28 marca 2016     | 6 czerwca 2016       |                   |
|       | 6     | 22      | 20 września 2016  | 4 kwietnia 2017   | 4 marca 2017      | 27 maja 2017         |                   |
|       | 7     | 8       | 10 kwietnia 2018  | 15 maja 2018      | —                 | —                    |                   |

## Nagrody i nominacje
Złoty Glob 2012
- nominacja: najlepszy serial komediowy lub musical
- nominacja: najlepsza aktorka w serialu komediowym lub musicalu – Zooey Deschanel

Satelity 2012
- nominacja: najlepsza aktorka w serialu komediowym lub musicalu – Zooey Deschanel

Teen Choice Awards 2012
- nominacja: ulubiony serial komediowy
- nominacja: ulubiona aktorka w serialu komediowym – Zooey Deschanel